# رادیو راکلند (آلمان)

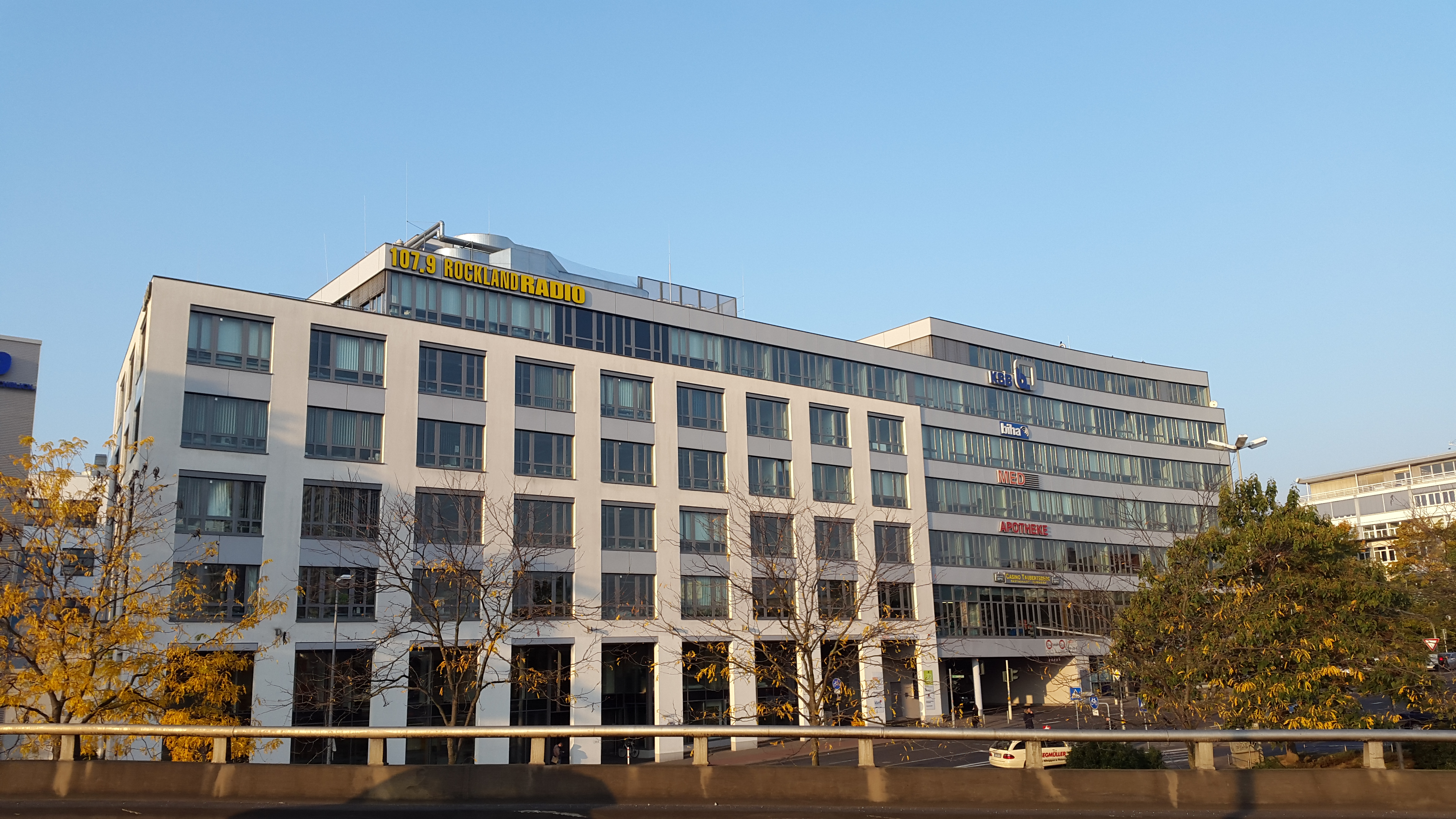
مقر رادیو راکلند در ماینتس

رادیو راکلند یک ایستگاه رادیویی خصوصی است که از ماینتس پخش می‌شود. برنامه ژانر موسیقی عمدتاً موسیقی راک دهه‌های ۱۹۶۰، ۱۹۷۰ و ۱۹۸۰ و همچنین موسیقی پاپ را پخش می‌کند. از اکتبر ۲۰۱۳، این ایستگاه با شعار «بهترین راک اند پاپ» تبلیغات می‌کند.

## برنامه
این رادیو در حال حاضر در راینلند-فالتز و بخش‌هایی از بادن-وورتمبرگ و هسن قابل دریافت است. این ایستگاه رادیویی به عنوان یک شبکه برنامه محلی راه اندازی شده‌است. این بدان معنی است که برنامه در هر ساعت تا پانزده بار از هم مجزا می‌شود. محتوای منطقه ای مانند تبلیغات، اخبار و مقالات بسته به منطقه متفاوت پخش می‌شود. آگهی‌های تبلیغاتی محلی برای تأمین مالی محتوای برنامه محلی پخش می‌شوند.
بسته به ساعت روز، اخبار منطقه ای هر نیم ساعت یا هر ساعت پخش می‌شود. اخبار به صورت از پیش تولید شده است و هر ساعت به روز می‌شود.

## گروه هدف
در تعریف سنی گروه هدف اصلی این رادیو را افراد ۳۰ تا ۵۵ ساله تشکیل می‌دهند.

## انتخاب موسیقی
انتخاب موسیقی در این رادیو شامل ۷۰ درصد از موسیقی راک و ۳۰ درصد موسیقی پاپ می‌شود و آهنگ‌هایی از دهه ۱۹۶۰ تا به امروز را در بر می‌گیرند.

## شبکه پخش همگانی شهرهای آلمان
رادیو راکلند بخشی از شبکه پخش همگانی شهرهای آلمان است که برنامه آن همراه با ایستگاه‌های رادیو ۲۱ و آنتن زولت در بیش از ۳۰ منطقه شهری در نیدرزاکسن، برمن، هامبورگ و شلزویگ-هولشتاین و همچنین راینلاند-فالتز و بخش‌هایی از هسن قابل دریافت است. برنامه و موسیقی با هم هماهنگ هستند. تبلیغات، مشارکت‌های محلی و منطقه ای و همچنین نام ایستگاه در جینگل‌ها با یکدیگر متفاوت است.

## دریافت رادیو
این رادیو را می‌توان در بسیاری از مناطق راینلند-فالتز، بادن-وورتمبرگ و هسن از طریق VHF و کابل (DVB-C) و همچنین از طریق پخش زنده در اینترنت دریافت کرد. همچنین از طریق DAB+ در کانال 11A در سراسر راینلند-فالتز قابل دریافت است. رادیو راکلند را می‌توان از طریق یک برنامه اندروید و iOS در تلفن‌های هوشمند و تبلت‌ها نیز دریافت کرد.

### فرکانس‌ها
| اندرناخ            | ۸۸٫۳ مگاهرتز  |
| بد کروزناخ         | ۱۰۶٫۵ مگاهرتز |
| بیتبورگ            | ۱۰۷٫۹ مگاهرتز |
| کیرشهایمبولاندن    | ۹۷٫۱ مگاهرتز  |
| کایزرسلاترن        | ۸۷٫۶ مگاهرتز  |
| کوبلنز             | ۸۸٫۳ مگاهرتز  |
| لینز/ریماگن        | ۹۶٫۹ مگاهرتز  |
| مانهایم/لودویگشافن | ۹۳٫۲ مگاهرتز  |
| ماینز/ویسبادن      | ۱۰۷٫۹ مگاهرتز |
| ماین               | ۸۸٫۳ مگاهرتز  |
| اسپایر             | ۹۳٫۲ مگاهرتز  |
| ترییر              | ۱۰۵٫۸ مگاهرتز |